# Salt (Spanje)
Salt is een plaats in de Spaanse autonome regio Catalonië, in de provincie Girona.
Salt is feitelijk vastgegroeid aan de stad Girona en is een voorstad of buitenwijk van die stad. Salt telt 29.404 inwoners (1 januari 2016).

## Demografische ontwikkeling
Bron: INE; 1857-2011: volkstellingen
Opm.: In 1975 werd Salt bij de stad Gerona gevoegd; in 1983 werd de samenvoeging ongedaan gemaakt